# Alopecurus geniculatus
Espèce
Alopecurus geniculatus, le vulpin genouillé, est une espèce de plantes monocotylédones de la famille des Poaceae, sous-famille des Pooideae, originaire des régions tempérées de l'Ancien Monde.
Ce sont des plantes herbacées, vivaces, aux tiges (chaumes) décombantes de 45 cm de long, aux inflorescences en panicules denses, spiciformes.

## Taxinomie

### Synonymes
Selon Catalogue of Life (10 décembre 2017) :
- Alopecurus aristulosus Desv.
- Alopecurus australis Nees
- Alopecurus bulbosus With., nom. illeg.
- Alopecurus geniculatus var. aquaticus Schltdl.
- Alopecurus geniculatus var. bulbosus Gray
- Alopecurus geniculatus var. patagonicus Parodi
- Alopecurus geniculatus var. pumila Vasey
- Alopecurus geniculatus var. viridis Neilr.
- Alopecurus nothus R.Arndt
- Alopecurus pallescens Piper
- Alopecurus palustris Syme, nom. superfl.
- Alopecurus palustris subsp. geniculatus (L.) Syme
- Alopecurus subaristatus Pursh, nom. illeg.
- Tozzettia geniculata (L.) Bubani

### Liste des sous-espèces et variétés
Selon Tropicos (10 décembre 2017) (Attention liste brute contenant possiblement des synonymes) :
- sous-espèce : 
  - Alopecurus geniculatus subsp. fulvus (Sm.) Cout.
- variétés :
  - Alopecurus geniculatus var. aequalis (Sobol.) Paunero
  - Alopecurus geniculatus var. amurensis (Kom.) Roshev.
  - Alopecurus geniculatus var. aquaticus Schltdl.
  - Alopecurus geniculatus var. aristulatus (Michx.) Torr.
  - Alopecurus geniculatus var. armurensis (Kom.) B. Fedtsch.
  - Alopecurus geniculatus var. bulbosus G. Mey.
  - Alopecurus geniculatus var. caesius Neilr.
  - Alopecurus geniculatus var. caespitosus Scribn.
  - Alopecurus geniculatus var. coerulescens G. Mey.
  - Alopecurus geniculatus var. fibrosus Ducommun
  - Alopecurus geniculatus var. fluitans Andersson
  - Alopecurus geniculatus var. fulvus (Sm.) Schrad.
  - Alopecurus geniculatus var. geniculatus
  - Alopecurus geniculatus var. latifolius Jansen & Wacht.
  - Alopecurus geniculatus var. natans Wahlenb.
  - Alopecurus geniculatus var. patagonicus Parodi
  - Alopecurus geniculatus var. pronus Mitt. ex Druce
  - Alopecurus geniculatus var. ramosus (Poir.) H. St. John
  - Alopecurus geniculatus var. robustus Vasey
  - Alopecurus geniculatus var. salina Andersson
  - Alopecurus geniculatus var. strictus Andersson
  - Alopecurus geniculatus var. terrestris Schltdl.
  - Alopecurus geniculatus var. tuberosus Asch. & Graebn.
  - Alopecurus geniculatus var. viridis Neilr.
  - Alopecurus geniculatus var. vulgaris Coss. & Germ.